# Helena Beat
Helena Beat – utwór amerykańskiego indiepopowego zespołu Foster the People, który znalazł się na ich debiutanckim albumie studyjnym, zatytułowanym Torches. Utwór wydany został 26 lipca 2011 roku przez wytwórnię Columbia Records jako drugi singel z pierwszego albumu. Twórcą tekstu utworu jest Mark Foster, zaś jego produkcją zajął się Greg Kurstin. Do singla nakręcono także teledysk, a jego reżyserią zajął się Ace Norton. Utwór był notowany na 70. miejscu na liście przebojów w Kanadzie.

## Pozycje na listach przebojów
| Kraj              | Lista (2014)                   | Najwyższa pozycja |
| ----------------- | ------------------------------ | ----------------- |
| Australia         | Top 50 Singles                 | 74                |
| Kanada            | Canadian Hot 100               | 70                |
| Stany Zjednoczone | Bubbling Under Hot 100 Singles | 21                |
| Stany Zjednoczone | Alternative Songs              | 9                 |
| Stany Zjednoczone | Hot Rock Songs                 | 15                |